# AIME-Modell
Das AIME-Modell ist ein von Gavriel Salomon 1984 entwickeltes Modell bezüglich der Frage, ob bestimmte Medientypen kognitiv besser zu verarbeiten sind als andere. Salomons Grundannahme ist dabei, dass der „amount of invested mental effort“, also die mentale Anstrengung, die eine Person aktiv investiert, um den Inhalt eines Mediums zu verstehen, Auswirkungen auf den Lernerfolg hat. Dabei wird davon ausgegangen, dass der Lernerfolg umso größer ist, je mehr Anstrengung der Lerner bei dem medial präsentierten Inhalt aufgewendet hat. Der „amount“, also die Größe der mentalen Anstrengung, ist dabei abhängig von den Voreinstellungen, die eine Person bezüglich des Mediums hat. Die Voreinstellungen des Lerners werden von zwei wesentlichen Einflussfaktoren geformt (zu denen in manchen Fällen die Vorerfahrung des Nutzers als drittes Kriterium noch hinzugefügt wird).
- Perceived Demand Characteristics (PDC): Das ist die subjektive Annahme des Nutzers, ob die Anforderungsmerkmale des Mediums entweder als hoch oder als niedrig wahrgenommen werden, also folglich, dass der Inhalt eines Mediums eher als anstrengend oder weniger anstrengend empfunden wird. Ein Beispiel für eine geringe PDC wäre ein audiovisuelles Medium (Beispiel Film), da die Nutzer es generell als weniger anstrengend wahrnehmen.
- Perceived Self Efficacy (PSE): Das ist die subjektive Annahme darüber, wie effizient – kognitiv gesehen – man als Nutzer mit dem Medium umgehen kann, also wie kompetent man sich im Umgang mit dem Medium fühlt. Ein Beispiel für eine hohe PSE wäre das Medium Video/Film, da sich vor allem Jugendliche oft kompetenter im Umgang mit diesem fühlen und es auch als realistischer wahrnehmen, weshalb es ihnen auch oft leichter fällt, Inhalt, der audiovisuell vermittelt wird, zu verstehen.[1]

Diese beiden Faktoren beeinflussen die Voreinstellungen einer Person gegenüber dem Medieninhalt oder Lerninhalt in einer Wechselbeziehung zueinander. Lediglich wenn beide Einflussfaktoren gleichzeitig hoch oder niedrig sind, wenden die Lernpersonen ein hohes Maß an mentaler Anstrengung – also einen hohen AIME – für den Lerninhalt auf, wodurch der Lernerfolg größer ist. In dem Fall, dass beide Faktoren unterschiedlich hoch oder niedrig sind, fällt die mentale Anstrengung und somit auch der Lernerfolg niedriger aus. Die 1984 von Salomon durchgeführte Studie an 124 amerikanischen Sechstklässlern hat genau diesen Effekt gezeigt. Weil die Schüler Filmmedien als weniger anstrengend und als realistischer wahrnahmen (niedrige PDC), sich zudem kompetenter im Umgang mit diesen fühlten (hohe PSE) als im Vergleich mit Printmedien, investierten sie weniger Anstrengung (niedriger AIME), um den Lerninhalt zu verstehen. Diese geringe mentale Anstrengung führte im Nachhinein dazu, dass die Lerninhalte nicht tief im Gedächtnis verarbeitet wurden und somit der Lernerfolg gering war. Generell ist das AIME-Modell auf jeden Lerner individuell anzupassen, da es auf den subjektiven Annahmen jedes einzelnen Lerners beruht. Sowohl die beiden Einflussfaktoren PDC und PSE als auch die mentale Anstrengung selbst werden demnach auch durch die introspektiven Beurteilungen der Personen gemessen. In der Studie Salomons wurde die mentale Anstrengung der Probanden durch sie selbst mittels einer 4-ratigen Skala und bestimmten Frage-Items gemessen.